# Ponte della Costituzione
De Ponte della Costituzione is de vierde brug die het Canal Grande in Venetië overspant. Het is een voetgangersbrug, die het station Santa Lucia verbindt met het Piazzale Roma. De brug is 94 meter lang en 9,28 meter hoog, en is ontworpen door Santiago Calatrava. Men is in 2007 begonnen met de bouw, en in 2008 is de brug geopend. De brug beschikt over een rolstoellift die later aan de brug werd toegevoegd.